# Corte d'appello di Catania

Territorio del distretto di corte d'appello di Catania

Il distretto della Corte d'appello di Catania è formato dai circondari dei  Tribunali ordinari di Caltagirone, Catania, Ragusa e Siracusa
Costituisce una delle quattro Corti d'appello nel territorio della Regione Siciliana.

## Competenza territoriale civile e penale degli uffici del distretto
Le circoscrizioni territoriali sono aggiornate al testo della legge 27 febbraio 2015, n. 11 e del decreto ministeriale 27 maggio 2016.

## Tribunale di Caltagirone

### Giudice di pace di Caltagirone
Caltagirone, Castel di Iudica, Grammichele, Licodia Eubea, Mazzarrone, Mineo, Mirabella Imbaccari, Palagonia, Raddusa, Ramacca, San Cono, San Michele di Ganzaria, Vizzini

### Giudice di pace di Militello in Val di Catania
Militello in Val di Catania, Scordia

## Tribunale di Catania

### Giudice di pace di Acireale
Aci Bonaccorsi, Aci Castello, Aci Catena, Aci Sant'Antonio, Acireale, Santa Venerina, Valverde

### Giudice di pace di Adrano
Adrano

### Giudice di pace di Belpasso
Belpasso, Camporotondo Etneo, Nicolosi

### Giudice di pace di Biancavilla
Biancavilla

### Giudice di pace di Bronte
Bronte, Cesarò, Maletto, Maniace, San Teodoro

### Giudice di pace di Catania
Castiglione di Sicilia, Catania, Gravina di Catania, Linguaglossa, Mascalucia, Misterbianco, Motta Sant'Anastasia, Pedara, Piedimonte Etneo, San Giovanni la Punta, San Gregorio di Catania, San Pietro Clarenza, Sant'Agata li Battiati, Trecastagni, Tremestieri Etneo, Viagrande, Zafferana Etnea

### Giudice di pace di Giarre
Calatabiano, Fiumefreddo di Sicilia, Giarre, Mascali, Milo, Riposto, Sant'Alfio

### Giudice di pace di Paternò
Paternò, Ragalna, Santa Maria di Licodia

### Giudice di pace di Randazzo
Randazzo

## Tribunale di Ragusa

### Giudice di pace di Modica
Ispica, Modica, Pozzallo, Scicli

### Giudice di pace di Ragusa
Chiaramonte Gulfi, Comiso, Giarratana, Monterosso Almo, Ragusa, Santa Croce Camerina

### Giudice di pace di Vittoria
Acate, Vittoria

## Tribunale di Siracusa

### Giudice di pace di Avola
Avola

### Giudice di pace di Lentini
Carlentini, Francofonte, Lentini

### Giudice di pace di Noto
Noto, Rosolini

### Giudice di pace di Palazzolo Acreide
Buccheri, Buscemi, Palazzolo Acreide

### Giudice di pace di Siracusa
Augusta, Canicattini Bagni, Cassaro, Ferla, Floridia, Melilli, Pachino, Portopalo di Capo Passero, Priolo Gargallo, Siracusa, Solarino, Sortino

## Altri organi giurisdizionali competenti per i comuni del distretto

### Sezioni specializzate
- Corti d’assise di Catania e Siracusa
- Corte d'assise d'appello di Catania
- Sezioni specializzate in materia di impresa presso il Tribunale e la Corte d'appello di Catania
- Tribunale regionale delle acque pubbliche di Palermo
- Sezione specializzata in materia di immigrazione, protezione internazionale e libera circolazione dei cittadini dell'Unione europea presso il Tribunale di Catania

### Giustizia minorile
- Tribunale per i minorenni di Catania
- Corte d'appello di Catania, sezione per i minorenni

### Sorveglianza
- Ufficio di sorveglianza di Catania e Siracusa
- Tribunale di sorveglianza di Catania

### Giustizia tributaria
- Commissione tributaria provinciale (CTP): Catania, Ragusa e Siracusa
- Commissione tributaria regionale (CTR) Sicilia, sezioni staccate di Catania e Siracusa

### Giustizia militare
- Tribunale militare di Napoli
- Corte d’appello militare di Roma

### Giustizia contabile
- Corte dei Conti: Sezione Giurisdizionale per la Regione Siciliana; Sezione regionale di controllo per la Regione Siciliana; Procura regionale presso la sezione giurisdizionale; Sezione giurisdizionale d'appello; Procura Generale d'appello; Sezioni Riunite con sede a Palermo[2]

### Giustizia amministrativa
- Tribunale Amministrativo Regionale per la Sicilia – sezione staccata di Catania[3]
- Consiglio di giustizia amministrativa per la Regione siciliana (Palermo)[4]

### Usi civici
- Commissariato per la liquidazione degli usi civici della Sicilia, con sede a Palermo